# Ivalia
Ivalia is een geslacht van kevers uit de familie bladkevers (Chrysomelidae).
De wetenschappelijke naam van het geslacht werd in 1887 gepubliceerd door Martin Jacoby.

## Soorten
- Ivalia korakundah Prathapan, Konstantinov & Duckett in Duckett, Prathapan & Konstantinov, 2006